# العلاقات الروسية النيكاراغوية
العلاقات الروسية النيكاراغوية هي العلاقات الثنائية التي تجمع بين روسيا ونيكاراغوا.

## مقارنة بين البلدين
هذه مقارنة عامة ومرجعية للدولتين:
| وجه المقارنة                                              | روسيا                                   | نيكاراغوا        |
| --------------------------------------------------------- | --------------------------------------- | ---------------- |
| المساحة (كم2)                                             | 17.08 مليون                             | 130.38 ألف       |
| عدد السكان (نسمة)                                         | 146.80 مليون                            | 6.22 مليون       |
| الكثافة السكانية (ن./كم²)                                 | 8.59                                    | 47.71            |
| العاصمة                                                   | موسكو                                   | ماناغوا          |
| اللغة الرسمية                                             | اللغة الروسية                           | اللغة الإسبانية  |
| العملة                                                    | روبل روسي                               | كوردبا نيكاراغوا |
| الناتج المحلي الإجمالي (بليون دولار)                      | 1.58 تريليون                            | 13.81 مليار      |
| الناتج المحلي الإجمالي (تعادل القوة الشرائية) بليون دولار | 3.69 تريليون                            | 31.63 مليار      |
| الناتج المحلي الإجمالي الاسمي للفرد دولار أمريكي          | 9.09 ألف                                | 2.09 ألف         |
| الناتج المحلي الإجمالي للفرد دولار أمريكي                 |                                         | 4.92 ألف         |
| مؤشر التنمية البشرية                                      | 0.798                                   | 0.631            |
| رمز المكالمات الدولي                                      | +7                                      | +505             |
| رمز الإنترنت                                              | .ru، .рф، .рус ‏، .su                    | .ni              |
| المنطقة الزمنية                                           | Magadan Time ‏، ت ع م+02:00، ت ع م+12:00 | 00               |

## منظمات دولية مشتركة
يشترك البلدان في عضوية مجموعة من المنظمات الدولية، منها:
| علم المنظمة | اسم المنظمة                        | تاريخ انضمام روسيا | تاريخ انضمام نيكاراغوا |
| ----------- | ---------------------------------- | ------------------ | ---------------------- |
|             | مؤسسة التنمية الدولية              | 16 يونيو 1992      | 30 ديسمبر 1960         |
|             | منظمة التجارة العالمية             | 22 أغسطس 2012      | ?                      |
|             | مؤسسة التمويل الدولية              | 12 أبريل 1993      | 20 يوليو 1956          |
|             | منظمة حظر الأسلحة الكيميائية       | ?                  | ?                      |
|             | الأمم المتحدة                      | 24 أكتوبر 1945     | 24 أكتوبر 1945         |
|             | الاتحاد الدولي للاتصالات           | 1866               | 12 مايو 1926           |
|             | منظمة الشرطة الجنائية الدولية      | 27 سبتمبر 1990     | ?                      |
|             | البنك الدولي للإنشاء والتعمير      | 16 يونيو 1992      | 14 مارس 1946           |
|             | الاتحاد البريدي العالمي            | ?                  | ?                      |
|             | وكالة ضمان الاستثمار متعدد الأطراف | 29 ديسمبر 1992     | 12 يونيو 1992          |
|             | يونسكو                             | 21 أبريل 1954      | 22 فبراير 1952         |

## وصلات خارجية
- موقع وزارة الخارجية الروسية
- موقع وزارة الخارجية النيكاراغوية